# Emmanuel Rakotovahiny
Emmanuel Rakotovahiny, né le 16 août 1938 et mort le 1er juillet 2020, est un homme d'État malgache. 
Il est le Premier ministre de Madagascar de 1995 à 1996 pendant la présidence d'Albert Zafy.

## Biographie

### Premier ministre d'Albert Zafy
Issu du mouvement des Forces vives Rasalama qui contribuent à la transition démocratique et libérale entre 1991 et 1993 — à l'origine de la IIIe République malgache —, Emmanuel Rakotovahiny est nommé chef du gouvernement le 30 octobre 1995 dans un contexte de crise entre le président et le précédent Premier ministre, Francisque Ravony. Par une révision constitutionnelle, Zafy a obtenu le droit de nommer directement son Premier ministre, ce qu'il fait en plaçant Rakotovahiny à ce poste, espérant mettre fin à l'antagonisme institutionnel entre les chefs de l'État et du gouvernement.
Fidèle allié du président Zafy, il échoue cependant à ramener la discipline dans les rangs parlementaires et ne parvient pas à mettre fin à la fronde menée par le pouvoir législatif contre l'exécutif. Le 17 mai 1996, son gouvernement tombe sous le coup d'une motion de censure votée par l'Assemblée nationale par 109 voix contre 15. Quatre mois plus tard, le chef de l'État est lui-même empêché par un vote du Parlement.

### Coprésident éphémère de la Transition
Lors de la crise politique de 2009 à Madagascar, qui voit l'arrivée au pouvoir d'Andry Rajoelina au moyen d'un putsch, ce dernier est obligé de négocier avec les trois autres mouvances politiques significatives, afin de trouver une reconnaissance internationale.
Dans ce cadre, Emmanuel Rakotovahiny est nommé coprésident de la Transition le 6 août 2009, en tant que représentant de la mouvance Zafy, en partenariat avec Fetison Rakoto Andrianirina, représentant de la mouvance Ravalomanana et d'Andry Rajoelina lui-même. Cette expérience n'est qu'éphémère car les putschistes mettent fin à ce semblant de négociation en renvoyant Eugène Mangalaza, Premier ministre de consensus, en novembre 2009.